# NGC 4903
NGC 4903 est une galaxie spirale barrée située dans la constellation de la Centaure. Sa vitesse par rapport au fond diffus cosmologique est de 5 276 ± 22 km/s, ce qui correspond à une distance de Hubble de 77,8 ± 5,4 Mpc (∼254 millions d'al). NGC 4903 a été découverte par l'astronome britannique John Herschel en 1835.
La classe de luminosité de NGC 4903 est III et elle présente une large raie HI. Elle renferme également des régions d'hydrogène ionisé. C'est aussi une galaxie active de type Seyfert 2.
À ce jour, trois mesures non basées sur le décalage vers le rouge (redshift) donnent une distance de 60,933 ± 1,305 Mpc (∼199 millions d'al), ce qui est à l'extérieur des valeurs de la distance de Hubble. Notons cependant que c'est avec la valeur moyenne des mesures indépendantes, lorsqu'elles existent, que la base de données NASA/IPAC calcule le diamètre d'une galaxie et qu'en conséquence le diamètre de NGC 4903 pourrait être d'environ 49,8 kpc (∼162 000 al) si on utilisait la distance de Hubble pour le calculer.

## Supernova
La supernova SN 2012hy a été découverte le 11 novembre 2012 dans NGC 4903 par l'astronome amateur sud africain Berto Monard. Cette supernova était de type Ia.

## Groupe d'ESO 443-24
Selon A. M. Garcia, NGC 4903 fait partie d'un petit groupe de galaxies qui comprend au moins cinq membres. Les quatre autres galaxies du groupe d'ESO 443-24 sont NGC 4905, ESO 443-24, ESO 443-34 et ESO 443-37.